# Науруанская фосфатная корпорация

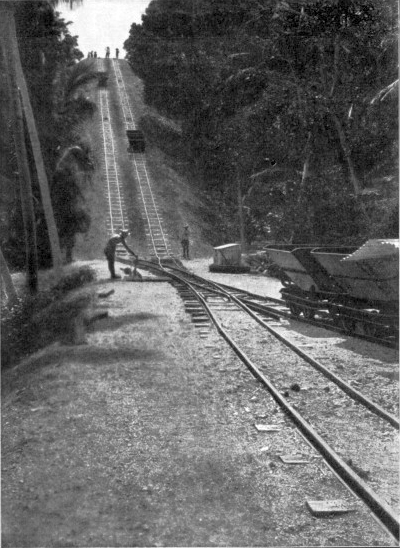
Транспортировка руды по железной дороге

Науруанская фосфатная корпорация — принадлежащая правительству Науру компания, контролирующая разработку месторождений фосфатов в Науру. Экономика Науру почти полностью зависит от фосфатов, добыча которых привела к экологической катастрофе. Запасы фосфатов на острове истощились к 2000 году, хотя, вероятно, что небольшие разработки до сих пор действуют.
В 1906 Тихоокеанская фосфатная компания начала разработку фосфатов при поддержке немецкого правительства. После Первой мировой войны Науру была отдана под опеку Британии, Австралии и Новой Зеландии. Они основали Британскую фосфатную комиссию, которая получила права на добычу фосфатов. В 1967 науруанцы приобрели активы Британской фосфатной комиссии, и в 1970 новая независимая Науру национализировала компанию.
Правительство передавало доходы от горной промышленности в собственность островитян. Однако, бедные инвестиции и коррупция привели после исчерпания запасов к экономическому кризису.